# Robert de Marle
Pour les articles homonymes, voir Marle (homonymie).
Robert de Bar, né vers 1390, tué à la bataille d'Azincourt le 25 octobre 1415, fut seigneur de Marle de 1397 à 1413, comte de Marle de 1413 à 1415 et de Soissons de 1412 à 1415, seigneur de Dunkerque, Gravelines, Bourbourg et d'Oisy. Il était fils d'Henri de Bar, seigneur de Marle, et de Marie Ire de Coucy.

## Biographie
En 1407, après la mort de Louis Ier d'Orléans, qui avait acheté à sa mère Marie Ire de Coucy le riche héritage de Coucy, Robert de Marle reprend les procédures entamées par sa mère, notamment contre Isabelle de Coucy (morte en 1411 sans postérité survivant au-delà de 1415, femme en 1409 de Philippe de Bourgogne comte de Nevers), demi-sœur de Marie de Coucy, et tente en 1408 devant le Parlement de Paris  de récupérer celui-ci, en vain. Le 11 août 1408, Isabelle de Coucy obtient la moitié de Coucy, Marle, La Fère, Moncornet... Un peu plus tard, Robert passe une transaction avec Charles Ier d'Orléans, fils de Louis d'Orléans, pour régler les modalités de versement de ce qui restait dû sur la vente de 1400 (cent soixante-dix mille francs). Il semble qu'en 1424, après la mort de Robert, un solde de quarante mille francs, n'était toujours pas réglé, ce que cherchait à récupérer Jean II de Luxembourg-Ligny, époux de la veuve de Robert, Jeanne de Béthune, en tant que tuteur de la fille de Robert, Jeanne de Marle.
Son père Henri était le fils aîné de Robert Ier, duc de Bar, mais mourut avant ce dernier. Le duc de Bar préféra désigner son fils cadet Édouard pour lui succéder et lui accorda la marquisat de Pont-à-Mousson. Robert s'estima lésé, et intenta un procès à son grand-père. Finalement, le litige s'arrangea à l'amiable, il reçut de nombreux châteaux en renoncement du Barrois et de Pont-à-Mousson, ne pouvant y prétendre que si ses oncles Édouard et Louis mouraient sans descendance mâle. Lors du partage de ses biens en avril 1409, sous la présidence du cardinal de Bar Louis Ier de Bar, Robert Ier de Bar donne à Robert de Marle, la partie des biens que ledit Robert Ier avait reçus de sa mère Yolande de Flandre, fille de Robert de Cassel. Robert devient ainsi seigneur de la Flandre maritime (Dunkerque, Gravelines, Bourbourg, Mardyck…), sauf Cassel et Nieppe données à Édouard. Robert reçoit également la terre d'Oisy (venue des Coucy).
En 1413, la seigneurie de Marle fut érigée par le roi Charles VI en comté, de même que La Fère et Montcornet (fiefs venus des Coucy). Il est également érigé grand bouteiller de France, malgré l'opposition de Jean de Croÿ, élevé peu de temps auparavant au même honneur. Il le restera jusqu'en 1415.
Cette fidélité au roi valut à Robert de se voir confisquées momentanément par le duc de Bourgogne Jean Ier de Bourgogne (Jean Sans Peur) ses biens de Flandre.
Robert mourut deux ans plus tard, tué à la bataille d'Azincourt, de même que ses oncles Édouard III de Bar, duc de Bar, et Jean de Bar.
Il avait épousé en 1409 sa cousine éloignée Jeanne de Béthune (1397-1450), fille aînée de Robert VIII de Béthune-Locres, vicomte de Meaux et seigneur de nombreuses autres terres comme Vendeuil, Condé, La Ferté-sous-Jouarre (fils de Jean Ier de Béthune-Locres et de Jeanne de Coucy-Meaux, fille d'Enguerrand vicomte de Meaux et petite-fille d'Enguerrand V ; Vendeuil venait des Béthune, Meaux, Condé et La Ferté des Coucy), et d'Isabelle de Ghistelles, et avaient eu une fille :
- Jeanne (° 1415-† 1462), comtesse de Marle et de Soissons, mariée en 1435 à Louis de Luxembourg (° 1418-† 1475), comte de Saint-Pol et de Ligny. Louis était le neveu de Jean II de Luxembourg-Ligny que Jeanne de Béthune devenue veuve avait épousé en 1418.

Il meurt en 1415 à la bataille d'Azincourt, à l'âge d'environ 25 ans.
Jeanne de Béthune épouse en secondes noces Jean II de Luxembourg-Ligny. Par lettres du 27 juin 1437, Jean de Luxembourg et sa femme reconnurent que Louis de Luxembourg, mari de Jeanne de Bar, avait assigné le douaire de sa belle-mère, veuve de Robert de Marle, sur la seigneurie d'Oisy.

## Sources
- Georges Poull, La Maison souveraine et ducale de Bar, 1994 [détail de l’édition].
- J.-J. Carlier, « Henri d'Oisy, fragment d'études historiques », Mémoire de la Société dunkerquoise pour l'encouragement des sciences, des lettres et des arts,‎ 1858, p. 81-243 (lire en ligne).